# U 742
U 742 war ein deutsches Unterseeboot des Typs VII C, das von der deutschen Kriegsmarine während des Zweiten Weltkriegs im Nordatlantik und im Nordmeer eingesetzt wurde.

## Technische Daten
Die F. Schichau Werft in Danzig wurde erst nach der deutschen Besetzung Polens in das U-Bootbauprogramm der Kriegsmarine einbezogen. Die Werft baute von 1941 bis 1944 insgesamt 62 VII-C-Boote. U 742 war ein sogenanntes „Atlantikboot“ und gehörte zu einem Bauauftrag, der im Juni 1941 erfolgte und insgesamt sechs Boote dieses Typs umfasste. Ein VII-C-Boot hatte eine Länge von 66,5 m und verdrängte 760 t Wasser. Ein Typ VII C-Boot erreichte, angetrieben von zwei Dieselmotoren bei der Überwasserfahrt eine Geschwindigkeit von 17 Knoten, hatte eine maximale Reichweite von 6500 sm und konnte unter Wasser mithilfe der zwei Elektromotoren 7,8 Knoten Fahrt machen, bei einer maximalen Reichweite von 80 sm.

## Einsatz und Geschichte
U 742 war bis März 1944 als Ausbildungsboot der 8. U-Flottille zugeteilt und in Danzig stationiert. Kommandant Schwassmann unternahm in dieser Zeit Ausbildungsfahrten in der Ostsee zum Einfahren des Bootes und zum Training der Besatzung. Am 1. April wurde das Boot zunächst der 6. U-Flottille, dann im Juni der 13. U-Flottille als Frontboot zugeteilt. Kommandant Schwassmann lief mit U 742 zu zwei Unternehmungen aus, auf denen das Boot den U-Bootgruppen Mitte, Grimm und Trutz zugeteilt war, die im Nordmeer nach Maßgabe der von Karl Dönitz entwickelten Rudeltaktik das Gefecht mit alliierten Nordmeergeleitzügen suchten.

### Versenkung
Am 18. Juli wurde U 742 im Seegebiet nordöstlich Islands von einem britischen Aufklärungsflugzeug, einer Consolidated PBY „Catalina“ aufgespürt und mit Wasserbomben attackiert. Die Besatzung des U-Bootes versuchte, das Flugzeug mit Flak-Feuer abzuwehren und beschädigte die Catalina dabei schwer. Zwei Crew-Mitglieder wurden getötet und die Öl- und Treibstofftanks durchlöchert, so dass Ronald Vaughn, der Pilot des Seeaufklärers, den Einsatz abbrechen und das Flugzeug auf den Strand setzen musste. U 742 sank infolge von Wasserbombendetonationen nach Treffern durch die Catalina der 210 Squadron der Royal Air Force auf der Position 68° 24′ N, 9° 51′ W, wobei alle 52 Besatzungsmitglieder ums Leben kamen. Von den „35 bis 40“ Überlebenden, die Vaughn nach dem Untergang des Bootes inmitten einer Öllache ausgemacht hatte, wurde keiner gerettet.